# Kohler (przedsiębiorstwo)
Kohler Co. – amerykańska firma przemysłowa z siedzibą w Kohler w stanie Wisconsin.

## Historia
Firma została założona w 1873 roku przez austriackich imigrantów Johna Michaela Kohlera i Charlesa Silberzahna.
W 2007 został nabyty włoski producent silników Lombardini S.r.l. od firmy Mark IV Luxembourg.
W październiku 2011 roku zostały zaprezentowane nowe silniki serii KDI (Kohler Direct Injection), których produkcję rozpoczęto w fabryce Lombardini w Reggio nell'Emilia